# Contea di Fulton (Arkansas)
La contea di Fulton, in inglese Fulton County, è una contea dello Stato dell'Arkansas, negli Stati Uniti. La popolazione al censimento del 2000 era di 11 642 abitanti. Il capoluogo di contea è Salem. Il nome le è stato dato in onore di William Fulton, l'ultimo governatore del territorio dell'Arkansas (Arkansas Territory).

## Geografia fisica
La contea si trova nella parte settentrionale dell'Arkansas. L'U.S. Census Bureau certifica che l'estensione della contea è di 1607 km², di cui 1601 km² composti da terra e i rimanenti 6 km² composti di acqua.

### Contee confinanti
- Contea di Howell (Missouri) - nord
- Contea di Oregon (Missouri) - nord-est
- Contea di Sharp (Arkansas) - est
- Contea di Izard (Arkansas) - sud
- Contea di Baxter (Arkansas) - ovest
- Contea di Ozark (Missouri) - nord-ovest

### Principali strade ed autostrade
- U.S. Highway 62
- U.S. Highway 63
- U.S. Highway 412
- Highway 9
- Highway 87

## Storia
La Contea di Fulton venne costituita il 21 dicembre 1842.

## Città e paesi
- Cherokee Village
- Horseshoe Bend
- Mammoth Spring
- Salem
- Viola